# Massèl
Massèl (Massello en italià i oficialment) és un municipi italià, situat a la ciutat metropolitana de Torí, a la regió del Piemont. L'any 2007 tenia 74 habitants. Està situat a la Vall Germanasca, una de les Valls Occitanes. Forma part de la Comunitat Muntanyenca Vall Chisone i Vall Germanasca. Limita amb els municipis de Finistrèlas, Perrero, Prajalats, Roure i Salza di Pinerolo.

## Administració
| Període | Identitat              | Partit         |
| ------- | ---------------------- | -------------- |
| 2004-   | Daniela Linda Libralon | Centreesquerra |